# カール・バルス
カール・バルス（Carl Barus、1856年2月19日 - 1935年9月20日）はアメリカ合衆国の物理学者。小説家カート・ヴォネガットの母方の大叔父にあたる。

## 生い立ち
オハイオ州シンシナティ生まれ。ドイツ系移民で音楽家のカール・バルス・シニアとソフィア（旧姓メルマン））の息子で、1874年にウィリアム・ハワード・タフトとともにウッドワード高校を卒業。

## 経歴
鉱山工学を2年間学んだ後、ドイツのヴュルツブルクに移り、フリードリッヒ・コールラウシュの下で物理学を学び、1879年に首席で卒業した。
1887年1月20日にアニー・ガートルード・ハウズと結婚。マクスウェルとデボラの2人の子供がいた。1892年、アメリカでアメリカ哲学協会の会員となり、米国科学アカデミーの最年少会員となる。
1903年、ブラウン大学大学院学部長に任命され、ウィルソン・ホールのオフィスで指揮を執った。1926年に引退するまで、彼は大学院学部長を務めた。1926年の退任までに、同大学院は大学内の一学部となるほどの規模に成長したが、これは彼の多くの貢献によるものであった。1905年にはブリュッセルで開催された第1回国際放射線・電気学会議（First International Congress of Radiology and Electricity）に参加。同年、エアランゲンのPhysikalisch-Medizinische Sozietätのメンバーとなる。また同年、アメリカ物理学会の第4代会長となり、1906年にはワシントン州のカーネギー研究所の物理学諮問委員会のメンバーとなった。
アメリカ合衆国ロードアイランド州プロビデンスにて死去。